# Образование в Третия райх
Образованието в Третия райх е издържано изцяло в духа на националсоциализма и по-конкретно в теорията и практиката на т.нар. „всеобщо образование“ в периода 1933 – 1945 г. То включва предучилищното, училищното, извънучилищното и висшето образование по време на периода на националсоциалистическо управление в Германия.
Целта на националсоциалистическото образование е да въздайства на т.нар. „арийска младеж“, за да оформи от нея „расово осъзнати личности“. Ръководната политическа роля в сферата на образованието в Третия Райх е възложена от фюрера на главния идеолог на националсоциализма и бивш офицер от Руската императорска армия - Алфред Розенберг.
Интересен феномен от този исторически период е приветстването на националсоциалистическия режим от висшите учебни заведения и в частност от по правило опозиционно настроеното към всяка една власт - студентство. Още през 1926 г. е учредена Германска националсоциалистическа студентска лига, като подразделение на нацистката партия, с цел да поеме водеща роля всред организациите на германските студенти. През 1931 г., 60% от пруските студенти искат въвеждането на Arierparagraf (Numerus clausus - еврейска квота) в правилниците на университетите. Същата година в повечето германски университети избухват антисемитски метежи – в Берлин, Кьолн, Хамбург, Мюнхен и Виена.
През месец март 1933 г., т.е. непосредствено след като НСДАП реализира мандата за управление, 300 германски професори се обръщат към гласоподавателите с манифест, в който призовават за подкрепа на Адолф Хитлер. През май 1933 г. в някои университети са изгорени на клада на суетата ритуално „книги на вредители“, а сред ораторите изпъкват имената на редица видни учени – професора по литература Бертрам от университета в Кьолн и професор Науман от университета в Бон и др.
Като цяло академичната общност оказва значима подкрепа на новия режим и на практика съпротивата срещу него е незначителна с някои изключения като Бултман и Зоден в областта на теологията. Лит публично оспорва теорията на Розенберг, а мюнхенския професор Хубер е екзекутиран заради участието си в конспирацията „Бяла Роза“.
Съществувалите предходно студентски братства са разтурени до 1936 г. или се разпадат от само себе си. През този период от германските университети са уволнени редица преподаватели-евреи и свободомислещи учени, чийто брой до 1936 г. възлиза на 1200. В резултат от тези уволнения се разпада Гьотингенската школа по квантова физика. Също така в университетите са забранени дуелите, под претекст, че честта на индивида не е личен въпрос, а такъв на цялото общество.